# Julio Studart de Moraes
Julio Studart de Moraes (Fortaleza, 24 de agosto de 1923 – 15 de agosto de 2015) foi um médico brasileiro.
Graduado em medicina pela Faculdade Nacional de Medicina da Universidade do Brasil em 1947. Foi eleito membro da Academia Nacional de Medicina em 1980, sucedendo Peregrino Júnior na Cadeira 16, que tem Érico Marinho da Gama Coelho como patrono.